# Marwałd (stacja kolejowa)
Marwałd – zlikwidowana stacja kolejowa w Wierzbicy, w gminie Dąbrówno w powiecie ostródzkim, w województwie warmińsko-mazurskim. Została otwarta w 1910 roku i zlikwidowana w 1945 roku przez żołnierzy Armii Czerwonej.